# Pandemia di COVID-19 sulla Diamond Princess
Il primo caso della pandemia di COVID-19 sulla Diamond Princess è stato confermato a febbraio 2020.

## Antefatti
Il 12 gennaio 2020, l'Organizzazione mondiale della sanità (OMS) ha confermato che un nuovo coronavirus era la causa di una nuova infezione polmonare che aveva colpito diversi abitanti della città di Wuhan, nella provincia cinese dell'Hubei, il cui caso era stato portato all'attenzione dell'OMS il 31 dicembre 2019.
Sebbene nel tempo il tasso di mortalità del COVID-19 si sia rivelato decisamente più basso di quello dell'epidemia di SARS che aveva imperversato nel 2003, la trasmissione del virus SARS-CoV-2, alla base del COVID-19, è risultata essere molto più ampia di quella del precedente virus del 2003, ed ha portato a un numero totale di morti molto più elevato.

## Cronologia

### Gennaio
Diamond Princess era originariamente partita dal porto di Yokohama il 20 gennaio 2020 per una crociera di andata e ritorno nel sud-est asiatico durante il periodo del nuovo anno lunare. Un passeggero di 80 anni di Hong Kong, che era stato di recente a Yokohama, doveva imbarcarsi a Yokohama il 20 gennaio, che prima era stato a Shenzhen, nella provincia del Guangdong, in Cina, aveva sviluppato una tosse il 19 gennaio, ma era salito a bordo e sbarcato nel suo paese d'origine.
Il 31 gennaio, la nave attraccò a Taiwan, che secondo il vice premier Chen Chi-mai fu "il primo paese ad attivare misure di prevenzione dell'epidemia contro questa malattia". Un articolo del Journal of Medical Internet Research scritto dal Vice Premier Chen descrive come i passeggeri della nave da crociera colpita COVID-19 siano stati successivamente rintracciati utilizzando la geolocalizzazione dei telefoni cellulari e come i loro 627.386 contatti siano stati avvisati tramite messaggi di testo.

### Febbraio
Il 1º febbraio, la nave fece scalo nel porto di Naha a Okinawa dove fu messa in quarantena. Lo stesso giorno, l'uomo di 80 anni che era sbarcato a Hong Kong sei giorni prima era risultato positivo al COVID-19. Avendo la febbre dal 30 gennaio, andò in ospedale e fu sottoposto a test. Il Dipartimento della Salute di Hong Kong contattò immediatamente la compagnia operativa della nave, ma la nave non informò subito i passeggeri, i quali furono avvisati solo il 3 febbraio, due giorni dopo. Nei giorni successivi, la nave da crociera organizzava ancora spettacoli e feste da ballo come al solito e strutture come bar, ristoranti e fitness club rimanevano aperte.
La sera del 3 febbraio, la nave da crociera tornò al porto di Yokohama e gettò l'ancora al largo della costa, senza attraccare. Il governo giapponese decise di rimettere in quarantena la nave perché avrebbero potuto esservi persone infette. I funzionari del Ministero della sanità, del lavoro e del welfare salirono sulla nave per la quarantena.
Il 4 febbraio, i test rivelarono infezioni di 10 su 31 persone testate. Le autorità decisero immediatamente di isolare tutti i passeggeri a bordo per 14 giorni.
Il 5 febbraio, le autorità annunciarono la positività di 10 persone, l'annullamento della crociera e che la nave stava entrando in quarantena per 14 giorni sulla base delle linee guida dell'Organizzazione mondiale della sanità. Un totale di 3.700 passeggeri e membri dell'equipaggio furono messi in quarantena dal Ministero della salute, del lavoro e del welfare giapponese per quello che ci si aspettava fosse un periodo di 14 giorni, al largo del porto di Yokohama.
Il 7 febbraio, il numero totale di persone a bordo infette da SARS-CoV-2 aveva toccato quota 61.
Altri 3 casi sono stati rilevati l'8 febbraio, portando il totale a 64.
Il 9 febbraio sono stati rilevati altri 6 casi.
Altri 65 sono stati rilevati il 10 febbraio, portando il totale a 135. I pazienti stavano sopraffacendo le strutture mediche locali e i passeggeri colpiti vennero divisi in 3 gruppi in base alle condizioni ed evacuati in luoghi idonei.
L'11 febbraio, altre 39 persone risultarono positive al virus, incluso un ufficiale di quarantena, portando il totale a 174. I passeggeri con casi confermati sono stati portati a terra per il trattamento.
Il 13 febbraio, altre 44 persone sono risultate positive al virus, portando il totale a 218.
Il 15 febbraio, 67 persone sono state segnalate infette, portando il totale a 285.
Il 16 febbraio sono state segnalate altre 70 persone infette, portando il totale a 355.
Il giorno successivo, il 17 febbraio, il Ministero della sanità, del lavoro e del welfare ha confermato altri 99 casi, aumentando il totale a 454, 33 dei quali erano membri dell'equipaggio.
Il 18 febbraio sono stati confermati altri 88 casi, portando il totale a 542.
La mattina del 17 febbraio, due aerei noleggiati dal governo degli Stati Uniti sono partiti per gli Stati Uniti, per rimpatriare le centinaia di cittadini statunitensi che erano passeggeri della nave da crociera. Tra circa 400 passeggeri delle crociere statunitensi, 328 salirono sugli aerei, 44 rimasero in trattamento in Giappone e i restanti espressero l'intenzione di rimanere a bordo. Il governo degli Stati Uniti chiese inizialmente al Giappone di tenerli a bordo per 14 giorni sulla base delle linee guida del CDC, nonostante la proposta del governo giapponese di riportare presto i passeggeri americani a casa. Il governo degli Stati Uniti, tuttavia, cambiò la sua politica facendo tornare a casa i suoi cittadini il 15 febbraio.  Il primo aereo è atterrato alla Travis Air Force Base in California e l'altro aereo alla Joint Base San Antonio in Texas. Anche Canada, Hong Kong, Australia e Italia seguirono gli Stati Uniti nel giro di pochi giorni.
Il 18 febbraio, Michael J. Ryan, direttore esecutivo del Programma per le emergenze sanitarie dell'Organizzazione mondiale della sanità, ha affermato che sarebbe stato meglio avere a bordo i passeggeri per due settimane piuttosto che spargerli in tutto il mondo, e ha apprezzato la decisione iniziale del governo giapponese. Tuttavia, ha affermato di essere rimasto deluso dal continuo aumento del numero di persone infette.
Il 18 febbraio, Kentaro Iwata, un esperto di malattie infettive all'Università di Kobe, caricò un video su YouTube che sollevava domande sulla prevenzione delle misure epidemiche nella Diamond Princess poco dopo l'imbarco sulla nave. Il video è stato rimosso il 20 febbraio.
Il 19 febbraio sono iniziati gli sbarchi dei passeggeri con risultati negativi al test.
Il 20 febbraio, il direttore generale dell'Organizzazione mondiale della sanità ha riferito che il numero totale dei casi al di fuori della Cina ammontava a 1.076 e ha dichiarato che oltre la metà di questi casi si era verificato tra i passeggeri a bordo della Diamond Princess. Alla fine di marzo è stato dichiarato che 712 persone sulla Diamond Princess, ovvero il 19,2%, erano state infettate da COVID-19.

### Marzo, Aprile e Maggio
Al 1º marzo tutti i passeggeri e i membri dell'equipaggio erano sbarcati dalla nave.
All'inizio di marzo 2020, l'Indonesia ha evacuato 69 membri dell'equipaggio indonesiano della Diamond Princess, dopo che i risultati dei test COVID-19 in Giappone erano negativi. Tuttavia, una nave dell'ospedale navale indonesiana che li ha portati sull'isola di Sebaru per un periodo di quarantena obbligatorio ha avuto due membri dell'equipaggio malati. Tutti sono stati testati di nuovo;  67 hanno superato il secondo test, ma due non lo hanno fatto e sono stati testati nuovamente con un test più accurato e diverso, con un risultato negativo e uno positivo. Le 68 persone con test negativo sono sbarcate a Sebaru Island per essere osservate e l'unico caso positivo è stato evacuato in elicottero all'ospedale di Persahabatan. Alla fine, tutti i 69 membri dell'equipaggio sono risultati negativi del test COVID-19.
Il 16 maggio, la Diamond Princess è partita dal porto di Yokohama per dirigersi in Malesia.

## Critiche
Sono state mosse molte critiche al Giappone per quanto riguarda le misure di prevenzione, della gestione e alla quarantena delle navi da crociera. Esiste la possibilità che la quarantena in una nave da crociera sia pericolosa, poiché la nave da crociera non utilizza filtri HEPA che possono effettivamente schermare il 99 percento delle particelle con un diametro di 3 micron o più, come viene utilizzato nei moderni aeroplani.
Kentaro Iwata, un esperto di malattie infettive dell'Università di Kobe che ha visitato la nave, ha fortemente criticato la gestione della situazione in due video su YouTube pubblicati il 18 febbraio e ampiamente diffusi. Chiamò la Diamond Princess un "mulino di COVID-19". Disse che le aree probabilmente contaminate dal virus non erano in alcun modo separate dalle aree libere dal virus, c'erano numerose lacune nelle misure di controllo e che non c'era nessun professionista incaricato della prevenzione delle infezioni: e che i burocrati erano responsabili di tutto. I funzionari giapponesi hanno negato le accuse e hanno sostenuto che la suddivisione in zone a bordo della nave, ovviamente, non era perfetta, ma non era folle dal punto di vista medico. Il centro per il controllo e la prevenzione delle malattie USA ha invece elogiato gli sforzi per istituire misure di quarantena, la loro valutazione è stata che potrebbe non essere stato sufficiente per impedire la trasmissione tra le persone sulla nave. Anthony Fauci, direttore del National Institute of Allergy and Malattie infettive degli Stati Uniti, ha affermato che il processo di quarantena era fallito.
Un rapporto preliminare dell'Istituto nazionale giapponese delle malattie infettive (NIID) basato sui primi 184 casi ha stimato che la maggior parte della trasmissione sulla nave era avvenuta prima della quarantena. La linea di crociera, Princess Cruises, aveva inizialmente ipotizzato che esistessero solo rischi minimi e aveva avviato solo protocolli di livello più basso per le epidemie prima della quarantena.
Al 27 febbraio, almeno 150 membri dell'equipaggio erano risultati positivi al virus. Il dott. Norio Ohmagari, massimo consigliere del governo e direttore del Centro di controllo e prevenzione delle malattie del Giappone, ha ammesso che il processo di quarantena potrebbe non essere stato perfetto.
La Princess Cruises dichiarò che il ministero della salute giapponese era l'autorità principale che definiva ed eseguiva i protocolli per la quarantena, eppure il ministero degli affari esteri del Giappone dichiarò che erano stati presentati criteri di comportamento, ma la responsabilità ultima per un ambiente sicuro ricadeva sull'operatore navale. È stato scoperto che gli addetti ai servizi di ristorazione sono stati probabilmente la principale via di diffusione iniziale. Il 46,5% dei passeggeri e dei membri dell'equipaggio infetti non presentava sintomi al momento del tampone.

## Morti
| #  | Data       | Età (circa) | Sesso | Nazionalità         | Note                                                       | Ref.          |
| -- | ---------- | ----------- | ----- | ------------------- | ---------------------------------------------------------- | ------------- |
| 1  | 20.02.2020 | 87          | M     | Giappone (Kanagawa) | Ricoverato l'11.02.2020                                    | [ 71 ] [ 72 ] |
| 2  | 20.02.2020 | 84          | F     | Giappone (Tokyo)    | Ricoverato il 12.02.2020                                   | [ 71 ] [ 72 ] |
| 3  | 23.02.2020 | 80          | M     | Giappone            | Ricoverato il 05.02.2020                                   | [ 73 ]        |
| 4  | 25.02.2020 | 80          | M     | Giappone (Tokyo)    | Ricoverato il 09.02.2020                                   | [ 74 ]        |
| 5  | 28.02.2020 | 70          | F     | Giappone (Tokyo)    | Ricoverato il 07.02.2020                                   | [ 75 ]        |
| 6  | 28.02.2020 | —           | M     | Regno Unito         | Prima morte di un cittadino del Regno Unito per COVID-19   | [ 76 ] [ 77 ] |
| 7  | 01.03.2020 | 78          | M     | Australia           | Rimpatriato e ricoverato nell'ospedale di Perth, Australia | [ 79 ]        |
| 8  | 06.03.2020 | —           | M     | Hong Kong           |                                                            | [ 80 ]        |
| 9  | 19.03.2020 | 70          | M     | Canada              |                                                            | [ 81 ]        |
| 10 | 22.03.2020 | 70          | M     | Giappone            |                                                            | [ 82 ]        |
| 11 | 22.03.2020 | 70          | M     | Giappone            |                                                            | [ 82 ]        |
| 12 | 28.03.2020 | 60          | F     | Hong Kong           |                                                            | [ 83 ]        |
| 13 | 09.04.2020 | —           | —     | Giappone            |                                                            | [ 84 ]        |
| 14 | 14.04.2020 | 70          | M     | Giappone (Chiba)    | Ricoverato il 07.02.2020                                   | [ 86 ]        |

## Demografia
Delle 3.711 persone a bordo della Diamond Princess, 1.045 erano membri dell'equipaggio e 2.666 erano passeggeri. L'età media dell'equipaggio era di 36 anni, mentre l'età media dei passeggeri era di 69. I passeggeri erano per il 55% di sesso femminile e l'equipaggio per l'81% di sesso maschile. Delle 712 infezioni, 145 si sono verificate nell'equipaggio e 567 nei passeggeri.

## Itinerario
| Data       | Arrivo | Partenza | Porto                |
| ---------- | ------ | -------- | -------------------- |
| 20 Gennaio | -      | 17:00    | Yokohama, Giappone   |
| 22 Gennaio | 7:00   | 21:00    | Kagoshima, Giappone  |
| 25 Gennaio | 7:00   | 23:59    | Hong Kong, Cina      |
| 27 Gennaio | 7:00   | 16:00    | Chân Mây, Vietnam    |
| 28 Gennaio | 8:00   | 18:00    | Hạ Long Bay, Vietnam |
| 31 Gennaio | 7:00   | 17:00    | Keelung, Taiwan      |
| 1 Febbraio | 12:00  | 23:00    | Okinawa, Giappone    |
| 4 Febbraio |        |          | Yokohama, Giappone   |